# كفر المنازلة (كفر سعد)
كفر المنازلة هي إحدى قرى مركز كفر سعد التابع لمحافظة دمياط بجمهورية مصر العربية.